# G.NA
Pour les articles homonymes, voir GNA.
Dans ce nom coréen, le nom de famille, Choi, précède le nom personnel.
G.NA, de son vrai nom Choi Gina (coréen : 최지나), née le 13 septembre 1987 à Surrey (Vancouver), est une chanteuse canadienne d'origine coréenne.
Son premier mini-album, Draw G's First Breath, est sorti le 14 juillet 2010.

## Biographie
Elle a vécu au Canada pendant 17 ans et a été diplômée du lycée Fraser Heights Secondary School avant de partir à Séoul pour réaliser sa carrière de chanteuse. Son père est mort alors qu'elle était encore une enfant.

### Débuts
G.NA commence sa carrière de chanteuse en 2005 en tant que leader du girl group Five Girls (오소녀) sous le label Good Entertainment, avec Yubin de Wonder Girls, UEE de After School, Hyosung de Secret, et enfin Yang Jiwon, ancienne membre de T-ara. Toutefois, les membres du groupe partent au fur et à mesure peu avant leur début officiel prévu en 2007. En raison des difficultés financières de Good Entertainment, elles se séparent définitivement pour continuer chacune une carrière en solo et signer des contrats avec d'autres labels.
Durant sa semaine de stage chez Cube Entertainment, les 2PM décident de mettre Gina en vedette dans leur vidéo-clip de la chanson 10 Out of 10 Points.
Elle est ensuite chorégraphe pour le clip-vidéo du single Change de la chanteuse Kim Hyuna, membre du girl group 4Minute.

### 2010:Draw G's First Breath
G.NA sort tout d’abord deux chansons en duo avec le chanteur Rain, 애인이 생기면 하고 싶은 일 ainsi que What I Do Once I Have a Lover le 5 juillet 2010, ce qui maintient ses débuts dans l'industrie de la musique coréenne.
Son premier mini-album Draw G's First Breath connut un fort succès lors de sa sortie le 14 juillet 2010. Kim Do Hoon, Shin Sa Dong Tiger, Jung Ji Chan, Kang Ji Won, et autres artistes ayant participé à la production de l'album, ont déclaré que chaque chanson était magnifique. Pour promouvoir son mini-album, elle sort premièrement le single I'll Back Off So You Can Live Better en featuring avec le rappeur Jun Hyung, ainsi que Yoon Doo-joon qui apparaît dans le clip, tous deux membres du boys band B2ST. À la suite de ce grand succès, Gina est félicitée par Yubin, Hyosung et UEE, et remporte son premier prix le 12 août 2010 au M! Countdown.
Après avoir terminé les promotions de son single I'll Back Off So You Can Live Better, elle choisit de promouvoir par la suite Supa Solo comme sa deuxième piste de l'album Draw G's First Breath, mais n’obtient toutefois aucune récompense. Après cela, Choi Gina participe au show TV The M Wave diffusée sur la chaîne Arirang, avec Alexander et Kevin du groupe U-KISS.
Par la suite, elle réalise en septembre 2010 l'OST du drama sud-coréen Playful Kiss, intitulé Kiss Me, avec les acteurs Kim Hyun-joong et Jung So Min. En novembre 2010, Gina fait un duo avec Kim Hyuna du girl group 4Minute, sur la chanson Say You Love Me. Cependant, elles n'ont jamais chanté ce single sur scène.

### 2011:Black & WhiteetTop Girl

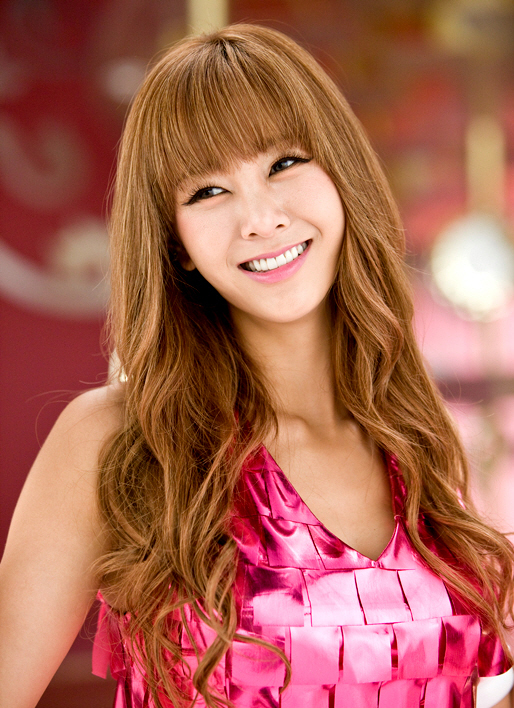
Gina Choi posant pour LG le 31 août 2011.

Le 4 janvier 2011, Cube Entertainment annonce que G.NA est de retour avec un album studio, Black & White. Elle sort tout d'abord le single Nice to Meet You en featuring avec Wheesung le 11 janvier 2011, avant la sortie de son album le 18 janvier 2011, avec sa chanson-titre nommée Black & White. Le clip de Black & White est sorti en même temps que l’album. À la suite de cela, elle remporte deux prix au M! Countdown le 17 et 24 février 2011. Le 25 février, Gina remporte sa première récompense à l'émission de télévision Music Bank, grâce à son tube Black & White. Le label Dosirak révèle quelque temps après que Gina a atteint le n°1 des ventes en ce mois de février. Elle a également remporté un prix à l'émission musicale The Music Trend le 27 février 2011.
A nouveau en février 2011, Gina Choi participe au Festival de l'amitié Canada-Corée (CKFF, Canada Korea Friendship Festival) à Vancouver au « Bell Performing Arts Centre ».
Elle participe ensuite au remake de l'album Milk Tea (2006) du chanteur japonais Masaharu Fukuyama avec le groupe B2ST, en harmonisant les chansons.
Elle poursuit la promotion de son album Black & White en sortant en mars 2011 le clip-vidéo de son single Already Miss You, et apparaît avec l'acteur Park Hwi Soon dans le clip Golden Lady de la chanteuse Lim Jeong Hee, sorti le 9 mai 2011. En juillet 2011, elle fait à nouveau un featuring avec Kim Hyuna sur la chanson A Bitter Day, présent sur l'extended play Bubble Pop! de Hyuna.
Le 16 août 2011, Gina publie la photo de son prochain mini-album, Top Girl, sur son Twitter. Grâce à sa chaîne YouTube, elle publie le clip de son single Banana le 20 août, suivi de Top Girl le 21 août. Une version longue de la vidéo Top Girl a été révélée le 22 août. Un aperçu d'une autre version appelée Net Girl avec des paroles modifiées est sorti le 31 août. La chanteuse réussira à atteindre la deuxième place du Music Bank avec Top Girl derrière Super Junior et leur titre Mr simple.

### 2012:2HOT,Bloomet autres activités
Le 12 février 2012, G.NA commence à tourner dans la saison 2 de l'émission Saturday Freedom intitulée Birth of a Family, avec Kim Hyuna. Le show consiste à garder pendant quelques mois des animaux errants pour les aider à se reconstruire, les nourrir et prendre soin d'eux.
Les deux chanteuses se sont occupés d'un chien errant pendant deux mois. Birth of a Family a été diffusé à partir du 3 mars 2012 en Corée du Sud sur KBS.
En mai 2012, G.NA est de retour avec le titre 2HOT tiré de son nouveau mini-album Bloom. Un concept sexy et mature qui ne semble pas plaire à certain fan, regrettant la G.NA à ses débuts. Néanmoins, la chanteuse remporte la première place du K-chart du Music Bank le 8 juin 2012 et se classe deuxième du Billoard Kpop Hot 100, prouvant ainsi sa popularité au sein de l'industrie musicale coréenne.
Le clip 2HOT comptera un million de vues en une semaine.
En août 2012, G.NA participe à l'OST du drama The Thousandth Man, avec la chanson Tell Me Now.
Le 7 octobre 2012, la chanteuse révèle l'album international Oui, composé des versions anglaises de ses singles coréens.

### 2013: Comeback,Beautiful Kisses
Le 6 mars 2013, G.NA est de retour sur la scène sud-coréenne avec son quatrième mini-album Beautiful Kisses. Elle le promeut avec la chanson Oops!, sortie le 14 mars 2013 accompagnée du clip, en featuring avec Ilhoon du boys band BTOB.

## Discographie

### Albums studio
- 2011 : Black & White

### Mini-albums
- 2010 : Draw G's First Breath
- 2011 : Top Girl
- 2012 : Bloom
- 2013 : Beautiful Kisses

### Mini-albums anglais
- 2012 : Oui

### Singles
| Année                                                      | Titre         | Positions                 | Album                           |
| Année                                                      | Titre         | KOR                       | Album                           |
| Année                                                      | Titre         | Gaon Chart                | Album                           |
| ---------------------------------------------------------- | ------------- | ------------------------- | ------------------------------- |
| 2010                                                       |               |                           |                                 |
| What I Want To Do When I Have a Lover (feat Rain)          | 13            | Draw G's First Breath     |                                 |
| I'll Back Off So You Can Live Better (feat Yong Jun Hyung) | 2             | Draw G's First Breath     |                                 |
| Kiss Me                                                    | 24            | OST du drama Playful Kiss |                                 |
| 2011                                                       | Black & White | 1                         | Black & White                   |
| 2011                                                       | Top Girl      | 4                         | Top Girl                        |
| 2011                                                       | Banana        | 30                        | Top Girl                        |
| 2012                                                       | 2Hot          | 2                         | Bloom                           |
| 2012                                                       | Tell Me Now   | 20                        | The Thousandth Man, OST (drama) |
| 2013                                                       | Oops!         | 17                        | Beautiful Kisses                |

## Filmographie

### Émissions de télévision
| Année       | Titre                     | Rôle                                             |
| ----------- | ------------------------- | ------------------------------------------------ |
| 2010        | The M Wave                | Elle-même                                        |
| 2012        | KBS's Birth of a Family   | Elle-même avec Hyuna                             |
| 2012        | Music on Top              | Invitée principale (du 9 février au 7 mars 2012) |
| 2012        | Shinhwa Broadcast         | Invitée, épisode 31,                             |
| 2012 - 2013 | Romantic & Idol: Season 2 | Elle-même                                        |

## Concerts
- 2011 : United Cube Concert (mini-concert)
- 2011 : Korean Broadcasting System, New York Korea Festival (mini-concert)
- 2011 : Kollaboration 11 à « The Nokia Theater » (Los Angeles, 5 novembre 2011)
- 2011 : Dream Concert
- 2011 : Dream Concert - Part 2
- 2011 : Billboard Korea's K-Pop Masters Concert[15]

## Récompenses
| Année | Récompense |
| ----- | --- |
| 2010  | - Cyworld Digital Music Awards : « Rookie Of The Month » (août) - 18e Korean Culture Entertainment Awards : « New Generation Popular Music Teen Singer Award »                                                                         |
| 2011  | - Gaon Chart Awards : « Best Rookie Award » - 5e Mnet 20's Choice Awards : « Hot Online Song for Black & White » - 8e Asia Song Festival : « Asia Influential Artists » - 26e Golden Disk Awards : « Digital Bonsang » (Black & White) |

## Programmes de classement musicaux
| Année | Récompense |
| ----- | --- |
| 2010  | - 1re place au M! Countdown le 12 août pour "I'll Be Back So You Can Live Better". |
| 2011  | - 1re place au M! Countdown le 17 février pour "Black & White". - 1re place au M! countdown le 24 février pour "Black & White". - 1re place au Music Bank le 25 février pour "Black & White". - 1re place au Inkigayo le 27 février pour "Black & White". |
| 2012  | - 1re place au Music Bank le 8 juin pour "2Hot". |
| 2013  | - 1re place au Music Bank le 28 mars pour "Oops!". |